# Margaret
Margaret (яп. マーガレット) — японский манга журнал, выпускаемый два раза в месяц компанией Shueisha. В нем печатается сёдзё-манга, часто романтическая. Читателями Margaret являются преимущественно девочки младшего школьного возраста (11-15 лет). 
С 1963 выходил в качестве еженедельного журнала. В 2009 году тираж составлял 154 584 экземпляра. В 2010 году тираж снизился до 95 044 экземпляров. По состоянию на 2016 год выходит также и онлайн.

## Манга

Обложка Margaret за апрель 2010 года

- Идзуми Асо
  - Hikari no Densetsu
  - Natural
  - Serina Bible
  - Natsu no Shinwa
  - Matenrou no Tameiki
  - Matenrou no Aria
  - Keiji Karen - 24ji no Tokai
  - Love Card of a Rabbit
  - Sparkling Love of a Rabbit
  - Aitsu no Koi Menu
  - Fashionable Suspense
  - Arimi Sos
  - Blackbird
  - Lion Dream
  - Love shot! Jun
  - Tenshi to miru yume
- Кёко Ариёси
  - Swan
- Михона Фудзи
  - Tokyo Angels
- Аой Хираги
  - Yume no Machi: Neko no Danshaku
- Юкари Итидзё
  - Yukan Club
- Риёко Икэда
  - Brother, Dear Brother
  - The Rose of Versailles
  - Orpheus no Mado
  - Claudine
- Ёко Камио
  - Hana Yori Dango
- Сатору Нагасава
  - Maria-sama ga Miteru
- Минами Одзаки
  - Bronze: Zetsuai since 1989
  - Zetsuai 1989
- Нагаму Нанадзи
  - Parfait Tic
- Рин Саито
  - PM 6:00 Studio P
  - Tamanegi Nanka Kowakunai!
- Мими Тадзима
  - Ichigo Channel
- Ринко Уэда
  - Tsuki no Shippo
- Сумика Ямамото
  - Aim for the Ace
- Ю Асагири
  - Kimi wa Ai wo Utau